# Substitution (kemi)
 For alternative betydninger, se Substitution. (Se også artikler, som begynder med Substitution)
En substitution (eller en substitutionsreaktion) er en kemisk reaktion, hvor et atom (eller en atomgruppe) udskiftes med et andet atom (eller atomgruppe).